# 捷姆迭特·那色时期
捷姆迭特·那色时期是美索不达米亚南部的一个考古学文化时期，时间为公元前3100年至2900年，以捷姆迭特·那色台形土墩标准遗址命名，捷姆迭特·那色时期是乌鲁克时期的发展延伸，后进入早王朝时期。